# Gedikpaşa Tiyatrosu
Gedikpaşa Tiyatrosu, även känd som Vartovian-teatern och Osmanska teatern, var en teater i Istanbul i Turkiet (dåvarande Osmanska riket), grundat 1866 och verksamt till 1884. Det var den andra moderna teatern i Istanbul, och den främsta från 1870. Det var där muslimska skådespelare uppträdde för första gången. Den hade flera namn under sin existens.  

## Historik
Det var den andra teatern i Istanbul efter Naum-teatern. Byggnaden uppfördes 1859, och blev verksam som teater 1866. Orientaliska teatern lades ned 1867 och skådespelaren Güllü Agop blev direktör i Gedikpaşa; han bildade teatersällskapet Osmanska teatern, vars aktörer blev Gedikpaşas personal, och därför användes både teaterns namn och teatersällskapets namn synonymt. 
När Naum-teatern brann ned 1870, blev det den främsta teatern i Istanbul. 
Det spelade en viktig roll i Turkiets teaterhistoria, eftersom det var i denna teater som muslimska (manliga) skådespelare av turkiskt ursprung dök upp på scenen för första gången; där de första pjäserna översattes från västerländska språk till turkiska; och där turkiska verk skrivna av kända litterära personer av perioden utfördes. När den moderna teatern först introducerades i Istanbul på 1850-talet hade den framförts av först utländska artister, och sedan av kristna osmanska medborgare (armenier), men på Gedikpaşa Tiyatrosu började muslimska skådespelare för första gången uppträda. Det var dock enbart män: muslimska kvinnor började inte uppträda förrän 1920. 
Teatern brann ned 1884. Teaterverksamheten i Istanbul representerades sedan av Osmanska dramatiska sällskapet 1884-1908. 